# Peradenia
Peradenia ist eine Gattung der Hautflügler und einzige Gattung der Familie Peradeniidae. Die beiden bisher bekannten rezenten Arten leben in Australien. Eine weitere Art wurde fossil aus dem baltischen Bernstein beschrieben.

## Merkmale
Die Wespen sind 6 bis 10 Millimeter lang, robust gebaut mit großem Kopf und langgestieltem Hinterleib, sie sind schwarz gefärbt und etwas silbrig behaart. Am Kopf sind die Komplexaugen von ungewöhnlicher Größe, ihre unteren Ränder konvergieren, d. h. ihr Abstand zueinander ist geringer als derjenige der oberen. Die beiden seitlichen Ocellen sind etwa um ihre Breite vom Augenrand entfernt (bei den Proctotrupidae um mehr als ihre Breite). Die kurzen Antennen der Weibchen sind zwölfgliedrig, die der Männchen besitzen dreizehn Segmente, ihre Insertionsstelle ist weiter als die Länge des ersten Segments vom Rand des Clypeus entfernt. Das Pronotum ist auffallend nach hinten verlängert, es überragt den dicht angeschlossenen Kopf etwas buckelförmig. Am Vorderflügel ist das Flügelgeäder weitgehend reduziert, es besitzt nur zwei schmale, geschlossene Zellen am Flügelvorderrand; ein Flügelmal (Pterostigma) ist vorhanden. Die Schienen (Tibiae) der Hinterbeine sind stark keulenförmig angeschwollen. Am freien Hinterleib (Metasoma oder Gaster) ist das erste Glied schmal stielförmig und stark verlängert, es ist genauso lang wie die restlichen Segmente zusammen. Auch der vordere Abschnitt des zweiten Metasomasegments ist halsförmig abgeschnürt, das restliche Metasoma dann keulenförmig erweitert. Die Tergite 2 bis 4 sind zu einem Syntergit, die Sternite bis zum fünften zu einem Synsternit verschmolzen. Cerci sind vorhanden, aber rudimentär und in den letzten Tergit eingezogen.

## Lebensweise
Zur Ökologie der Peradenia-Arten ist wenig bekannt. So ist zwar, wie in der gesamten Verwandtschaft, von parasitoider Entwicklung auszugehen, aber die Wirte sind unbekannt. Die wenigen bisher gefundenen Individuen wurden mit dem Streifnetz in bodenfeuchtem Eucalyptus-Wald in ca. 500 bis 1.000 Meter Meereshöhe gefangen. Ihre Flugzeit liegt im Winter.

## Fossilien
Die bisher einzige fossile Peradeniide ist ein Exemplar aus dem baltischen Bernstein, das in die rezente Gattung Peradenia gestellt wurde, die Art wurde als Peradenia galerita beschrieben. Sie unterscheidet sich von den rezenten Arten u. a. durch den kürzer gestielten freien Hinterleib.

## Systematik und Phylogenie
Die Gattung Peradenia umfasst nur zwei lebende Arten: Peradenia clavipes und Peradenia micranepsia.
Die Peradeniidae gehören in die Überfamilie der Proctotrupoidea. Ihre Schwestergruppe ist unsicher, möglich wären etwa die Familie Heloridae oder auch die Roproniidae.

## Verbreitung
Peradenia ist nur aus dem Südosten Australiens und Tasmanien bekannt.